# Robert Quinn (Footballspieler)
Robert Quinn (* 18. Mai 1990 in Ladson, South Carolina) ist ein ehemaliger US-amerikanischer American-Football-Spieler auf der Position des Outside Linebackers, der zuletzt bei den Philadelphia Eagles unter Vertrag stand. Davor war er bereits bei den St.Louis/Los Angeles Rams, den Miami Dolphins, den Dallas Cowboys sowie den Chicago Bears unter Vertrag.

## College
Quinn besuchte die University of North Carolina at Chapel Hill und spielte für deren Team, die Tar Heels, College Football. In den Spielzeiten 2008 und 2009 konnte er insgesamt 86 Tackles setzen, 13 Sacks setzen und vier Pässe verteidigen.
2010 allerdings kam seine College-Karriere zu einem abrupten Ende. Es wurde bekannt, dass Spieler der Tat Heels entgegen den strengen Regularien der NCAA von Agenten Geld und Sachzuwendungen erhalten hatten, worauf drei Spieler suspendiert und in weiterer Folge aus dem Team geworfen wurden, darunter auch Quinn, dem zur Last gelegt wurde, Schmuck und Reisekostenersatz erhalten und darüber bei der Untersuchung unrichtige Angaben gemacht zu haben.

## NFL

### St.Louis/Los Angeles Rams
Dennoch wurde Quinn beim NFL Draft 2011 bereits in der ersten Runde als insgesamt 14. von den St. Louis Rams ausgesucht und erhielt einen Vierjahresvertrag in der Höhe von 9,43 Millionen US-Dollar. In seiner Rookie-Saison kam er in 15 Partien zum Einsatz, einmal sogar als Starter. In den folgenden Saisonen erhielt er zunehmend mehr Spielzeit und entwickelte sich neben Chris Long zum erfolgreichsten Pass Rusher seines Teams. 2013 gelangen ihm 19.0 Sacks und er wurde wie auch im darauf folgenden Jahr in den Pro Bowl berufen.
2015 und 2016 konnte Quinn von diversen Verletzungen geplagt nur 8 bzw. 9 Spiele bestreiten.

### Miami Dolphins
2018 tauschten die Rams ihn und einen Sechstrundenpick gegen einen Dritt- und Sechstrundenpick der Miami Dolphins. Auch bei seinem neuen Team konnte er gute Leistungen zeigen und führte mit 6.5 Sacks die Statistik an.

### Dallas Cowboys
2019 wechselte er im Tausch für einen Sechstrundenpick im Draft 2020 zu den Dallas Cowboys und war mit 11,5 Sacks wiederum der erfolgreichste Pass Rusher seiner Franchise.

### Chicago Bears
Im Frühjahr 2020 unterschrieb Quinn bei den Chicago Bears einen Fünfjahresvertrag in der Höhe von 70 Millionen US-Dollar.

### Philadelphia Eagles
Am 26. Oktober 2022 gaben die Bears Quinn im Austausch gegen einen Viertrundenpick 2023 an die Philadelphia Eagles ab.